# 핑크 플로이드의 더 월
《핑크 플로이드의 더 월》(Pink Floyd: The Wall)은 영국에서 제작된 앨런 파커 감독의 1982년 드라마, 뮤지컬, 전쟁 영화이다. 핑크 플로이드의 1979년 동명의 음반에 기반을 두고 있다. 밥 겔도프 등이 주연으로 출연하였고 앨런 마샬 등이 제작에 참여하였다.

## 출연

### 주연
- 밥 겔도프
- 크리스틴 하그리브스

### 조연
- 제임스 로렌슨
- 엘리너 데이비드
- 케빈 맥케온
- 밥 호스킨스
- 데이비드 빙햄
- 제니 라이

## 기타
- 원작자: 로저 워터스
- 협력프로듀서: 가스 토머스
- 미술: 브라이언 모리스
- 의상: 페니 로즈
- 애니메이션감독: 제랄드 스카프
- 배역: 셀레스탸 폭스